# Steve Darcis
Steve Darcis (ur. 13 marca 1984 w Liège) – belgijski tenisista, reprezentant kraju w Pucharze Davisa, olimpijczyk.

## Kariera tenisowa
Zawodowy tenisista w latach 2003−2019.
Zwycięzca dwóch turniejów o randze ATP World Tour w grze pojedynczej. W połowie lipca 2007 roku zwyciężył w Amersfoort, na nawierzchni ziemnej. Będąc wówczas na 297. miejscu w rankingu z powodzeniem przeszedł najpierw eliminacje, a w turnieju głównym w drodze po tytuł wyeliminował m.in. Michaiła Jużego oraz w finale 6:1, 7:6(1) Wernera Eschauera. Na początku marca 2008 roku Darcis triumfował w halowym turnieju w Memphis, po pokonaniu w finale 6:3, 7:6(5) Robina Söderlinga. W lipcu 2008 Darcis roku ponownie osiągnął finał w Amersfoort, jednak w spotkaniu o tytuł przegrał z Albertem Montañésem.
Od września 2005 roku Darcis reprezentował Belgię w Pucharze Davisa. Miał znaczący wkład w powrót Belgii do grupy światowej w 2009 roku, kiedy zdobył dwa punkty w rywalizacji play-off przeciwko Ukrainie, po zwycięstwach z Serhijem Stachowskim i Serhijem Bubką. W 2012 roku ponownie poprowadził Belgię do powrotu do najwyższej klasy rozgrywek, eliminując Szwecję w rundzie play-off. Darcis zdobył punkty po wygranych z Michaelem Ryderstedtem i Andreasem Vinciguerrą.
Dwukrotnie wystąpił na igrzyskach olimpijskich. W Pekinie (2008) z rywalizacji singlowej odpadł w 1. rundzie, natomiast w deblu awansował do 2. rundy w parze z Olivierem Rochusem. W Londynie (2012) zagrał wyłącznie w grze pojedynczej i dotarł do 3. rundy.
Najwyżej sklasyfikowany w rankingu gry pojedynczej był na 38. miejscu (22 maja 2017), a w zestawieniu gry podwójnej na 126. pozycji (5 stycznia 2009).

### Finały w turniejach ATP World Tour
| Legenda                             |
| Wielki Szlem (0–0)                  |
| Igrzyska olimpijskie (0–0)          |
| Tennis Masters Cup (0–0)            |
| ATP Masters Series (0–0)            |
| ATP International Series Gold (1–0) |
| ATP International Series (1–1)      |

#### Gra pojedyncza (2–1)
| Końcowy wynik | Nr | Data          | Turniej    | Nawierzchnia  | Przeciwnik      | Wynik finału  |
| Zwycięzca     | 1. | 22 lipca 2007 | Amersfoort | Ceglana       | Werner Eschauer | 6:1, 7:6(1)   |
| Zwycięzca     | 2. | 2 marca 2008  | Memphis    | Twarda (hala) | Robin Söderling | 6:3, 7:6(5)   |
| Finalista     | 1. | 20 lipca 2008 | Amersfoort | Ceglana       | Albert Montañés | 6:1, 5:7, 3:6 |